# Mieczysław Serwiński (aktor)
Mieczysław Serwa-Serwiński (ur. 4 grudnia 1901 w Czeladzi, zm. 25 stycznia 1966 w Warszawie) – polski aktor teatralny, radiowy i filmowy, reżyser teatralny.

## Życiorys
Ukończył gimnazjum w Sosnowcu. Po odbyciu służby wojskowej, w latach 1920–1924 studiował na Politechnice Warszawskiej. W 1924 roku wstąpił do zespoły Reduty, w składzie którego (jak sam podawał) debiutował na scenie w styczniu 1926 roku (rola Jaśka w Weselu Stanisława Wyspiańskiego). W tym samym roku zdał eksternistyczny egzamin aktorski ZASP. W okresie przedwojennym grał w teatrach w Warszawie (Teatr Mały 1926–1927, Teatr Praski 1927–1928), Katowicach (Teatr Polski 1928–1929), Toruniu (Teatr Miejski 1929–1930), Poznaniu (Teatr Nowy (1932–1933, 1938–1939) oraz Bydgoszczy (Teatr Miejski 1935–1938).

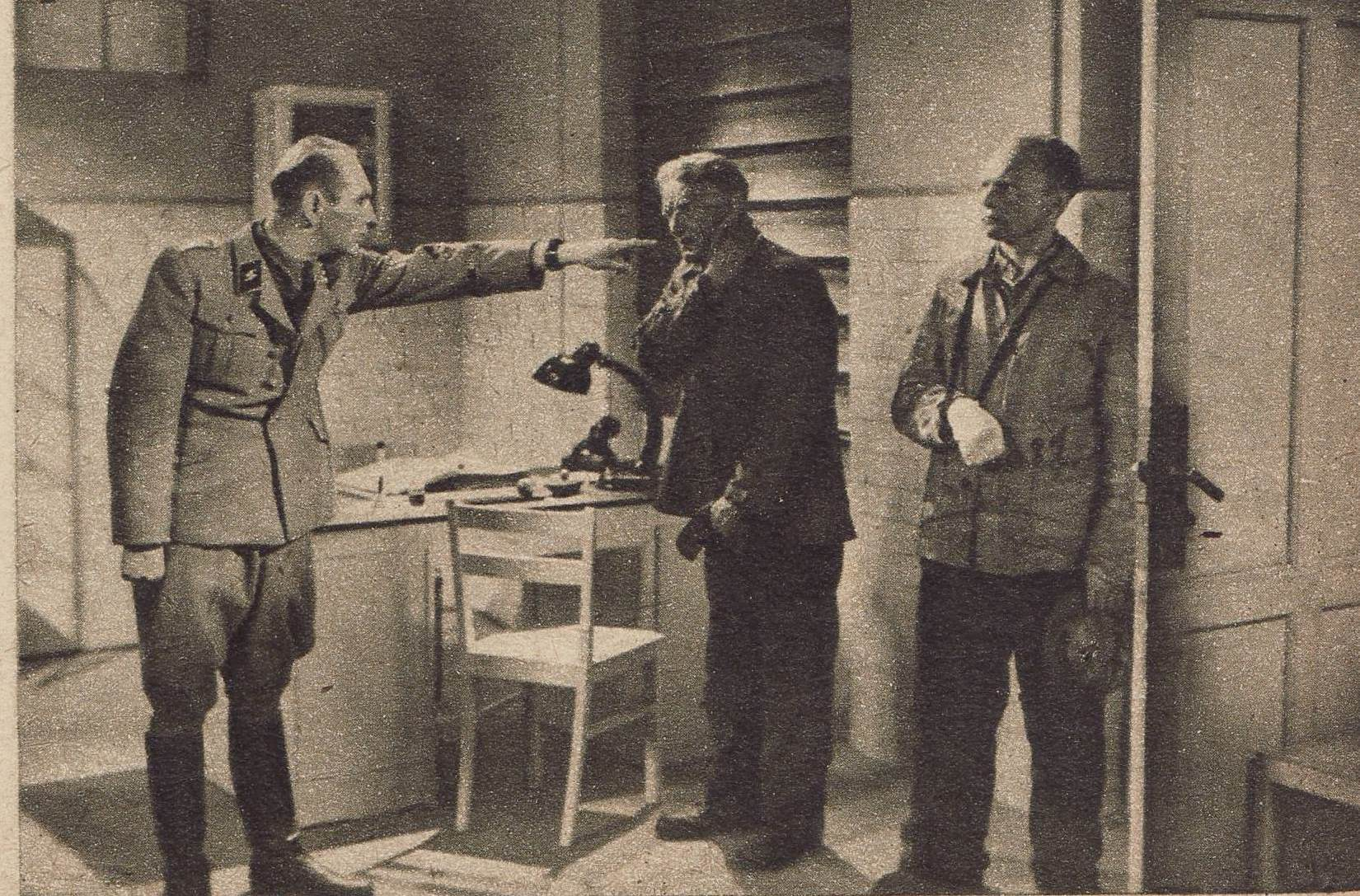
Mieczysław Serwiński (po lewej) jako hauptsturmführer Helmut Kirschke w filmie Stalowe serca (1948)

Był uczestnikiem kampanii wrześniowej oraz członkiem ruchu oporu. W 1941 roku został aresztowany, był więziony w obozach w Auschwitz-Birkenau (od kwietnia 1943 roku, nr obozowy 119432) oraz Oranienburgu. Po zakończeniu wojny występował w Poznaniu (Teatr Polski, Teatr Nowy 1945–1947), Wrocławiu (Teatr Dolnośląski 1947–1949) oraz w objazdowym zespole ARTOS (1949–1950). Następnie przeniósł się do Warszawy, gdzie do końca życia występował w Teatrze Powszechnym. Wystąpił w ponad trzydziestu audycjach Teatru Polskiego Radia (1950–1964) oraz sześciu spektaklach Teatru Telewizji. W 1951 roku na Festiwalu Polskich Sztuk Współczesnych otrzymał III nagrodę za rolę Wojciecha Matusiaka w spektaklu Awans Wandy Żółkiewskiej. 19 stycznia 1955 na wniosek Ministra Kultury i Sztuki został odznaczony Medalem 10-lecia Polski Ludowej.
Zmarł w Warszawie, pochowany wraz z małżonką na cmentarzu Powązkowskim (kwatera 20-5-12,13).

## Filmografia
- Stalowe serca (1948) – hauptsturmführer Helmut Kirschke
- Dezerter (1958) – Śliwiok